# Lilly Town
«Lilly Town» (en español, Villa Lilly) es la octava pista del tercer álbum de estudio de la cantante francesa Alizée, Psychédélices, lanzado el 2007, fue lanzado como sencillo promocional en las radiodifusoras de México en marzo de 2008.
Este sencillo fue adoptado por las radiofusoras mexicanas como el primer sencillo de la cantante francesa Alizée sustituyendo a Mademoiselle Juliette. Esta canción también fue usada en el Psychédélices Tour como canción de apertura en la que se logra ver una ciudad de imaginación con una gran letrero que dice Welcome Lilly Town Valley (Bienvenidos a la Villa Lily) que es una réplica del famoso letrero que se en encuentra en Las Vegas, EUA.
La canción fue escrita por Alizée y su exesposo Jérémy Châtelain
- Datos: Q5976437